# Fastladder
Fastladder（ファストラダー）は、2007年7月3日にライブドアが公開したフィードリーダー。livedoor Reader（現・Live Dwango Reader）の英語版。2012年6月1日にサービスを終了した。
オンライン版の利用には、IDの取得が必要。
サーバ型のオープンソース版は、Windows/Mac/Linuxマシン上で動作する。